# Буньят
Буньят (д/н — 782) — бухархудат (властелин) Бухарского государства в 775-782 годах.

## Жизнеописание
Сын Туксбады III, властителя Бухары. Воспитывался в исламском духе. В 775 году после смерти или гибели брата Сукана занял трон.
В 776 году поддержал антиарабское восстание Муканны, в результате чего на сторону последнего перешёл весь Бухарский Согд. Однако Буньят и Муканна не смогли захватить Арк (цитадель Бухары), где засел арабский отряд. В дальнейшем участвовал в боевых действиях против войск Халифата до гибели в 782 году.
Ему наследовал родственник Абу Исхак Ибрагим, который по разным сведениям господствовал до 785 или 809 года, когда был окончательно отстранён от власти. Теперь Бухарой руководили наместники халифа.